# اریک آلین کرنل
اریک آلین کرنل (به انگلیسی: Eric Allin Cornell) (زاده ۱۹ دسامبر ۱۹۶۱) فیزیک‌دان آمریکایی است که در سال ۱۹۹۵ توانست چگالش بوز-اینشتین را تشریح کند و در سال ۲۰۰۱ به همراه کارل ادوین وایمن و ولفگانگ کترله به طور مشترک برنده جایزه نوبل فیزیک شد.